# Asmir Avdukić
Asmir Avdukić (Breza, 13 de maio de 1981) é um futebolista bósnio que atua como goleiro.
Compôs o elenco da Seleção Bósnia que disputou a  Copa do Mundo FIFA de 2014.